# Acidente ferroviário de Aracaju
O Acidente ferroviário de Aracaju (também conhecido como acidente ferroviário de Riachuelo-Laranjeiras) ocorreu em 18 de março de 1946. Foi o pior desastre ferroviário do Brasil, matando 185 pessoas e deixando 300 feridos. O acidente ocorreu no trajeto entre as estações de Riachuelo e Laranjeiras, próximos à capital sergipana de Aracaju.

## Histórico
O trem fazia o trajeto suburbano entre Aracaju e o ramal de Capela. Operando com superlotação, carregava em torno de 1000 passageiros, por volta das 19 horas. A locomotiva, cargueiro e três vagões de passageiros descarrilaram ao descer um trecho inclinado da linha em alta velocidade, perdendo os freios.
A estimativa é de que o acidente tenha feito 185 vítimas fatais e mais de 300 feridos. 
Muitos dos passageiros foram esmagados entre os vagões, e segundo fontes, outros foram mutilados a ponto de ficarem irreconhecíveis. Afirma-se que algumas parentes das vítimas foram ao local e quase lincharam o engenheiro da locomotiva, que teve que abrigar-se em uma delegacia de políciaou fugiu da área para entregar-se no município de Laranjeiras, Sergipe. Os funcionários do trem também fugiram.